# Arteria cistica
L'arteria cistica irrora di sangue ossigenato la cistifellea e il dotto cistico. Origina, normalmente, dall'arteria epatica destra; si dirige anteriormente passando tra i dotti epatico e cistico, raggiunge la superﬁcie superiore del collo della cistifellea dove scorre verso il basso e in avanti, dividendosi in rami superﬁciali e profondi per le facce superiore e inferiore.